# Zwrotnica (czasopismo)
Zwrotnica. Kierunek: sztuka teraźniejszości – czasopismo wydawane przez tzw. Awangardę Krakowską w latach 1922–1923 i 1926–1927 w Krakowie. Miało charakter artystyczno-literacki. Jego redaktorem był Tadeusz Peiper, a współpracowali z nim futuryści i formiści (m.in. Leon Chwistek, Stanisław Młodożeniec, Tytus Czyżewski, Bruno Jasieński, Anatol Stern, Aleksander Wat).
W latach 1922–1923 ukazało się sześć numerów czasopisma. Zamieszczone w nich artykuły omawiały współczesną sztukę, teatr, film i literaturę. Dzięki nawiązanym przez Peipera kontaktom międzynarodowym w Zwrotnicy pisali tacy przedstawiciele międzynarodowej awangardy jak
Filippo Tommaso Marinetti i Tristan Tzara. Początkowo w czasopiśmie w pełni akceptowano futuryzm i fowizm. Szósty, ostatni numer w pierwszej serii, poświęcony był całkowicie futuryzmowi i był nie tylko podsumowaniem i analizą, ale także krytyką tego kierunku. 
W roku 1926 wznowiono wydawanie czasopisma. Druga seria charakteryzowała się bardziej grupowym charakterem redakcji, choć nadal dominująca rolę odgrywał Tadeusz Peiper. Coraz większą rolę odgrywał jako poeta i krytyk Julian Przyboś. To właśnie jego artykuł Chamuły poezji spowodował bojkot pisma.
Z pismem współpracowali również artyści awangardowi. Pisali tutaj Władysław Strzemiński, Mieczysław Szczuka. Jalu Kurek pozostawał pod wpływem czasopisma i publikował w nim głównie na tematy filmu. Szata graficzna zawierała elementy konstruktywizmu.
Czasopismo było finansowane głównie przez Tadeusza Peipera.
Według Jala Kurka, szósty numer pisma dokonuje „zasadniczego rozrachunku z futuryzmem polskim na tle odcięcia się od futuryzmu włoskiego i rosyjskiego” i stanowi „śpiew pożegnalny” futuryzmu. W następnych sześciu zeszytach „pismo przechodzi od buntu ku postulowaniu,  wypracowuje się baza ideowo-artystyczna awangardy polskiej”.
W pewnym zakresie kontynuacją „Zwrotnicy” stało się czasopismo „Linia” pod redakcją Jala Kurka. 